# Don Rickles
Donald Jay "Don" Rickles (Queens, Nueva York; 8 de mayo de 1926-Century City, California; 6 de abril de 2017) fue un actor y humorista estadounidense. Invitado habitual del programa The Tonight Show Starring Johnny Carson, que le proporcionó una gran publicidad, Rickles interpretó a lo largo de su vida diversos papeles cómicos y dramáticos (tanto en series de televisión como en películas).

## Biografía

### Primeros años e inicios profesionales
Rickles nació en Queens, un suburbio de Nueva York, hijo de padres judíos (Max y Etta Rickles). Creció en el área de Jackson Heights. Tras graduarse en el Newtown High School, sirvió en la Armada de los Estados Unidos durante la Segunda Guerra Mundial, en el barco USS Cyrene como marinero. Fue desmovilizado en 1946. Dos años más tarde estudió en la American Academy of Dramatic Arts y actuó en pequeños papeles en televisión. Frustrado por la falta de un trabajo continuado, comenzó a hacer comedia en vivo. Empezó a ser conocido como insult comedian (humorista basado en los insultos) respondiendo a los hecklers (espectadores que interrumpen los espectáculos con comentarios impertinentes). A la audiencia le gustaban más estos insultos que el material que llevaba preparado, por lo que los incorporó como parte de su actuación. Su estilo era similar al de un antiguo practicante de este tipo de humor, Jack E. Leonard, aunque Rickles negó que Leonard hubiese influido en su estilo.

### Carrera profesional
Mientras trabajaba en un club nocturno de Los Ángeles, Rickles se dirigió en broma a Frank Sinatra. Rickles dijo que acababa de ver su película, Orgullo y pasión, y que le quería decir que la interpretación del cañón había sido estupenda, añadiendo que se fuese a su casa y que golpease a alguien. A Sinatra, que apodó a Rickles como "bullet-head" (cabeza de bala), le gustó tanto Rickles que animó a otras celebridades a que fuesen a ver la actuación de Rickles y fuesen insultados por él. El apoyo de Sinatra ayudó a Rickles a convertirse en un popular artista asiduo en Las Vegas.
Rickles empezó a ser apodado en esta época con los sobrenombres "The Merchant of Venom" y "Mr. Warmth", por el tipo de humor que hacía basado en el insulto, dirigido a gente de todo tipo de etnias y formas de vida. De esos años viene también la costumbre de que su entrada en los escenarios o platós televisivos se acompaña con la interpretación del pasodoble torero "La Virgen de la Macarena", con la intención de sugerir que con su presencia alguien va a ser toreado, metafóricamente hablando.
En 1967 protagonizó la comedia The Odd Couple, de Neil Simon, junto a Ernest Borgnine.Y en octubre de ese mismo año, hace una aparición en el episodio 5 de la temporada 3 de la serie Mi Bella Genio (I dream of Jeannie).
Asimismo, Rickles protagonizó en 1998 la película "Dennis the Menace Strikes Again", al lado de Justin Cooper, conocida en Hispanoamérica como Daniel el Travieso ataca de nuevo, interpretando al señor Wilson.
En 1995, Rickles participó como actor de voz en la película Toy Story, dando voz al personaje Mr. Potatohead, y repitiendo su personaje en las dos secuelas Toy Story 2 (1999), Toy Story 3 (2010), al lado de actores como Tom Hanks y Tim Allen.
Rickles falleció el 6 de abril de 2017, a los 90 años, de un fallo renal.
En 2019, en Toy Story 4 se tuvieron que utilizar archivos de audio, ya que como su agente informó, Don no había grabado ninguna línea para la película, la cual fue dedicada en su memoria.